# Mielnik (gemeente)

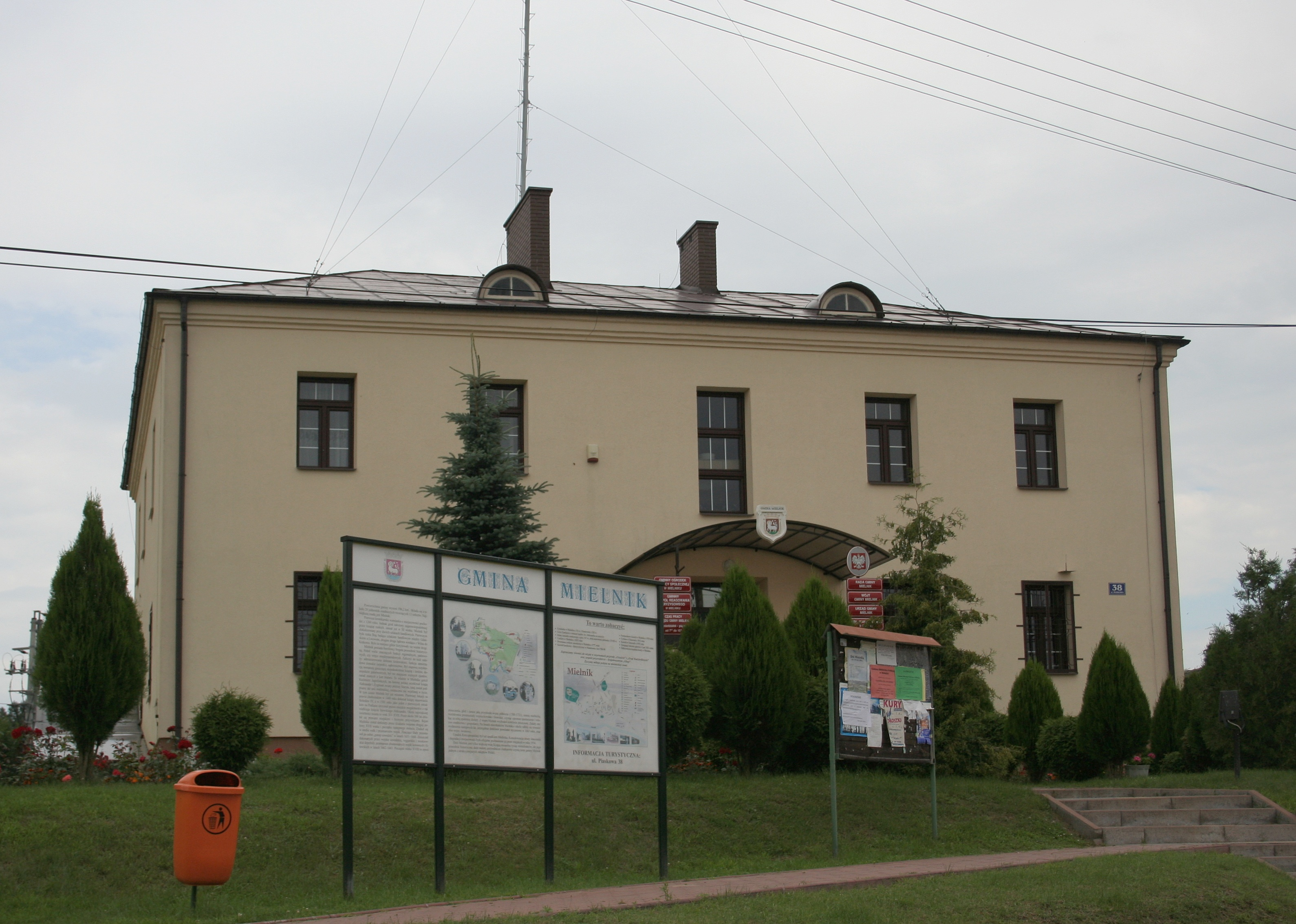
Gemeentehuis

De gemeente Mielnik is een landgemeente in het Poolse woiwodschap Podlachië, in powiat Siemiatycki. De zetel van de gemeente is in Mielnik. Op 30 juni 2004 telde de gemeente 2708 inwoners.

## Oppervlakte gegevens
In 2002 bedroeg de totale oppervlakte van gemeente Mielnik 196,24 km², waarvan:
- agrarisch gebied: 35%
- bossen: 59%

De gemeente beslaat 13,44% van de totale oppervlakte van de powiat.

## Demografie
Stand op 30 juni 2004:
| Omschrijving                   | Totaal | Totaal | Vrouwen | Vrouwen | Mannen | Mannen |
| ------------------------------ | ------ | ------ | ------- | ------- | ------ | ------ |
| eenheid                        | aantal | %      | aantal  | %       | aantal | %      |
| inwoners                       | 2708   | 100    | 1412    | 52,1    | 1296   | 47,9   |
| bevolkingsdichtheid (inw./km²) | 13,8   | 13,8   | 7,2     | 7,2     | 6,6    | 6,6    |

In 2002 bedroeg het gemiddelde inkomen per inwoner 2105,06 zł.

## Administratieve plaatsen (sołectwo)
Homoty, Maćkowicze, Mętna, Mielnik, Moszczona Królewska, Niemirów, Osłowo, Pawłowicze, Radziwiłłówka, Sutno, Tokary, Wajków, Wilanowo.

## Overige plaatsen
Adamowo-Zastawa, Grabowiec, Końskie Góry, Koterka, Oksiutycze, Poręby.

## Aangrenzende gemeenten
Konstantynów, Nurzec-Stacja, Sarnaki, Siemiatycze. De gemeente grenst z Białorusią.